# Дартмут
Дартмут (англ. Dartmouth) — портовый город в Великобритании. Расположен в юго-западной части Англии, в графстве Девон, на западном берегу реки Дарт, в её устье. Численность населения города составляет 5512 человек (на 2001 год).

## История
Гавань Дартмута рассчитана на приём и стоянку крупных парусных судов, что определяло в прошлом стратегическое значение порта Дартмута. В 1147 и в 1190 годах отсюда уходили на Ближний Восток корабли крестоносцев. Со времён короля Эдуарда III здесь базировался военный флот. При Эдуарде III город получил статус боро.
В 1373 году Дартмут посетил Джефри Чосер, упомянувший затем этот город в своих «Кентерберийских рассказах». После того, как во время Столетней войны Дартмут дважды был захвачен и разграблен французами, в 1481 году строится крепость — Дартмутский замок, прикрывавший также вход в реку Дарт со стороны моря.
В Дартмуте был арестован вернувшийся из путешествия к берегам Америки мореплаватель Генри Гудзон — за то, что его корабль плыл под иностранным флагом. 20 августа 1620 года из порта Дартмута вышел «Мейфлауэр» с отцами-переселенцами, направлявшийся в Америку. Это плавание положило начало заселению территории современных США англичанами. В 1671 году город посетил король Карл II со своим двором, вынужденный задержаться в Дартмуте из-за сильной грозы. В доме, где останавливался король, ныне находится Городской музей Дартмута.
С 1822 года в Дартмуте ежегодно в течение трёх дней проводится Королевская регата порта Дартмут, являющаяся одной из самых известных и представительных регат парусных судов в Великобритании.
До 1953 года — база Военно-морских сил Великобритании. С 1863 года в гавани (на борту HMS Britannia), а с 1905 в городе размещается Королевский военно-морской колледж «Британия» (HMS Dartmouth) — место начальной подготовки кадетов. Приданный ему учебный корабль имеет стоянку в гавани и по традиции называется (Hindostan).
Сохранился участок Дартмутской паровой железной дороги на восточном берегу реки Дарт, между Пейнтоном и Кингсвером.